# Михаил II Асень
Михаил II Асень (болг. Михаил II Асен; 1270 — ?) — царь Болгарии с 1277 по 1279 годы. Его правление было чисто номинальным и Михаила II Асеня обычно не включают в список болгарских правителей. В ряде источников именем Михаил II Асень неверно называют Михаила I Асеня, правившего несколькими десятилетиями ранее.
Михаил II Асень был сыном царя Константина I Асеня Тиха от его третьей жены, Марии Кантакузины (племяннице Византийского императора Михаила VIII). В 1272 году Константин I Тих объявил Михаила Асеня своим соправителем.
После того, как в 1277 году царь Константин Тих был убит в битве с Ивайло, Михаил II Асень стал номинальным правителем Болгарии, но реальная власть принадлежала его матери, царице Марии, которая контролировала лишь столицу царства — Тырново.
Когда большая часть Болгарии оказалась под контролем Ивайло, то император Михаил VIII оказал поддержку ещё одному претенденту на болгарский престол — Ивану Асеню III (сыну Мицо Асеня), который в то время жил в Византии. Когда Иван Асень III при помощи византийских войск двинулся к столице Болгарии, то Мария пошла на союз с Ивайло. Она приказала впустить в Тырново войска Ивайло, вышла за Ивайло замуж, а сам Ивайло был объявлен соправителем Михаила II Асеня. Однако в 1279 году византийские войска взяли Тырново, Мария и Михаил II Асень были взяты византийцами в плен (и увезены в Византию), а Иван Асень III был провозглашён царём Болгарии.